# Gladys Castillo
Gladys Teresa Castillo Cardier (14 de julio de 1922 - 25 de marzo de 2021) fue una pediatra y activista social venezolana. Fue primera dama de Venezuela desde 1984 hasta su divorcio con el presidente Jaime Lusinchi en 1988. El polémico divorcio de Lusinchi de la primera dama Castillo, a favor de su amante y secretaria privada Blanca Ibáñez, fue un gran escándalo público y político durante la presidencia de Lusinchi.

## Primeros años
Castillo fue un pediatra en ejercicio durante mucho tiempo. Amigos en común le presentaron a su futuro esposo, Jaime Lusinchi, mientras asistía a un torneo deportivo en Aragua de Barcelona. Hablaron de diferentes libros que ambos estaban leyendo en ese momento. La pareja gradualmente comenzó a salir y se casó en 1947. Castillo y Lusinchi tuvieron 2 hijos y 3 hijas. 

## Primera dama de Venezuela

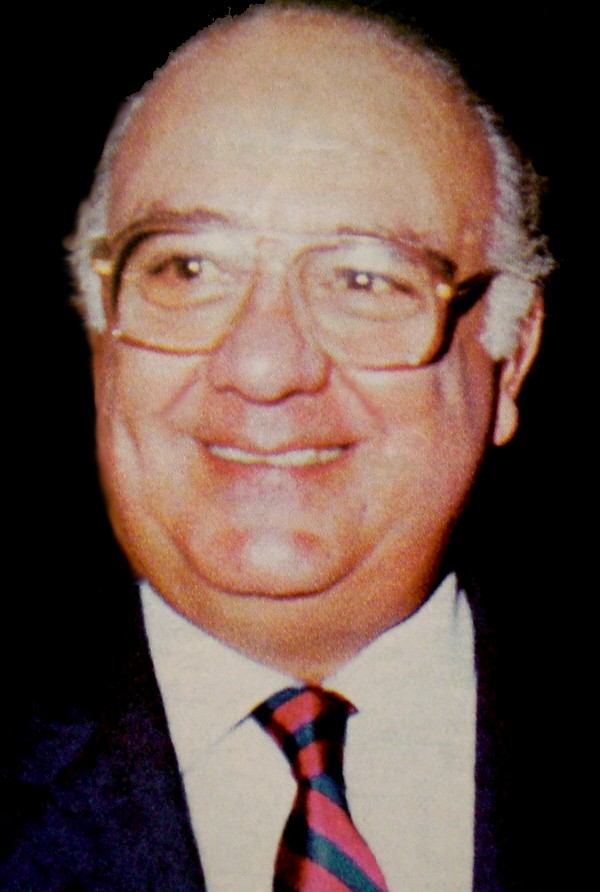
Jaime Lusinchi en 1989.

Jamie Lusinchi fue elegido presidente en 1983 . Al poco tiempo de asumir el cargo, Lusinchi nombró a su amante, Blanca Ibáñez, como "secretaria particular" de la Presidencia en febrero de 1984. Esta designación provocó muchas reacciones en la opinión pública. Muchos de sus críticos dijeron que Ibáñez tenía un alto grado de poder discrecional dentro del gobierno.
Permanecieron casados por más de 40 años, aunque los últimos años del matrimonio resultaron difíciles para Castillo debido a la aventura de su esposo.  Castillo se separó efectivamente de Lusinchi, pero permaneció casado debido a su familia y las posibles consecuencias para la carrera política de Lusinchi.  Su matrimonio ya estaba fracasando antes del gobierno de Jaime Lusinchi. Según Castillo, esto la colocó en una "situación muy difícil" incluso antes de convertirse en primera dama.
Castillo confesó que nunca se sintió cómoda en su papel de primera dama de Venezuela. En una entrevista de 1988 con el periodista Nelson Hippolyte, comparó ser la esposa del presidente con estar encerrada y "no poder hacer las cosas que quería".  A pesar de esto, Castillo se centró en programas sociales, causas benéficas y atención médica infantil durante su mandato como primera dama.  Trató de introducir una serie de nuevas iniciativas de bienestar social y salud, especialmente para los niños. Sin embargo, sus planes no recibieron ningún apoyo del presidente Jaime Lusinchi ni de su gobierno.  Por ejemplo, Castillo propuso varias clínicas dentales preventivas nuevas en Caracas, pero su plan no fue aprobado.  Expresó sus frustraciones en la entrevista con Nelson Hippolyte, que luego fueron publicadas en el libro La Pregunta y sus Víctimas', "En este rol de primera dama he podido hacer muchas cosas por mi profesión de médico-pediatra, pero no he tenido el apoyo... Quería construir un gran parque recreativo para la familia y tampoco me dieron permiso.” 
El presidente Lusinchi solicitó el divorcio cuando aún estaba en el cargo, "citando el abandono voluntario de la casa" por parte de Castillo. Primera dama Castillo criticó la actuación de su esposo y se negó a mudarse de La Casona durante el proceso de divorcio.  El divorcio, iniciado por Lusinchi, fue concedido en abril de 1988 por el Juzgado Séptimo Civil de Caracas con inusitada celeridad. Castillo increpó a Lusinchi tras el fallo y dijo: "Si alguien ha cometido abandono e insultos graves, no he sido yo". 
La reacción contra el presidente Lusinchi fue rápida y abrumadoramente negativa. La opinión pública se volvió contra el presidente. La Iglesia católica, encabezada por el arzobispo de Mérida, Miguel Antonio Salas, condenó duramente a Lusinchi y la celeridad de su divorcio, al escribir: “Con consternación y asombro nos hemos enterado por la prensa del decreto de divorcio de la pareja presidencial “y lo llamaron”.... un mal ejemplo del magistrado nacional que ha asestado un duro golpe a la institución familiar en Venezuela”. Los obispos señalaron que el escándalo del divorcio presidencial era el primero en la historia de Venezuela. Por su parte, Castillo luego expresó su alivio al verse libre de la infidelidad de su esposo. Para 1988, había llegado a la conclusión privada de que el fin de su matrimonio no dañaría a su familia ni a sus hijos. Gladys Castillo falleció el 25 de marzo de 2021, a la edad de 98 años.